# Tatanka Means
Tatanka Means, född 19 februari 1985 i Rapid City, South Dakota, är en amerikansk skådespelare.
Means har bland annat medverkat i filmerna Killers of the Flower Moon och Horizon: An American Saga.

## Filmografi (i urval)
- 2023 – Killers of the Flower Moon
- 2024 – Horizon: An American Saga
- 2025 – Opus